# St. Nikolaus (Neuleiningen)
Die Katholische Kirche St. Nikolaus in Neuleiningen befindet sich in der örtlichen Kirchengasse 7 und ist ein Kulturdenkmal. Als Wallfahrtskirche und Kirche der Gemeinde Neuleiningen gehört sie zur Pfarrei Hl. Elisabeth Grünstadt im Bistum Speyer.

## Architektur und Ausstattung

### Übersicht

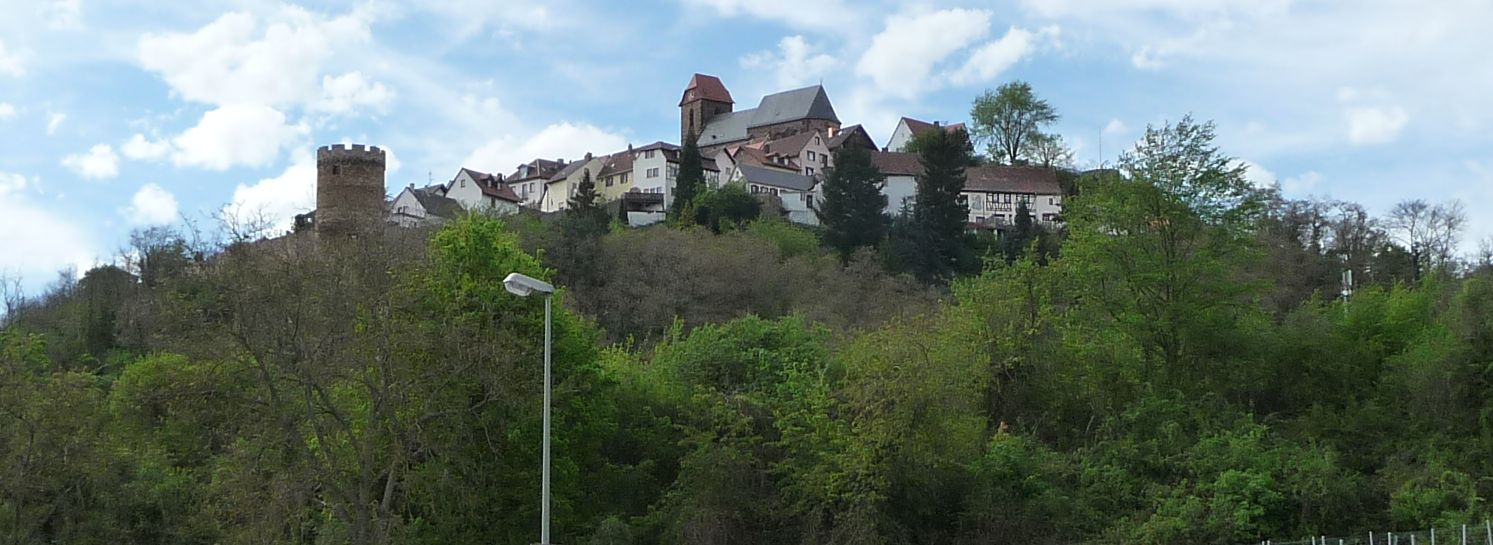
Die Kirche im Panorama des Ortes auf dem Berg, Blick von Osten

St. Nikolaus besteht aus einem kräftigen Westturm, einem sich östlich anschließenden Langhaus mit südlichem Torvorbau und einem höheren spätgotischen Chor auf der Ostseite, unter dem sich eine Gruft befindet. Nördlich ist am Chor die Sakristei sowie ein sechseckiger Treppenturm angebaut. Dieser führt zu dem in sieben Metern Höhe, zwischen ihm und einem Chorstrebepfeiler gelegenen Oratorium, der sogenannten Grafenloge, von dem aus man durch ein heute zugesetztes Fenster ins Kircheninnere schauen und den Gottesdienst mitverfolgen konnte.
Ein Vorläufer an selbiger Stelle fungierte als Burgkapelle der Burg Neuleiningen, sein ehemaliges Kirchenschiff bildet das heutige, kurze Langhaus.
Die Bausubstanz der Kirche besteht überwiegend aus Sand-Bruchsteinen, die Gestaltung ist vorwiegend gotisch, mit barocken und modernen Elementen. In ihrer jetzigen Form wurde sie im Wesentlichen um 1500 errichtet.

### Langhaus

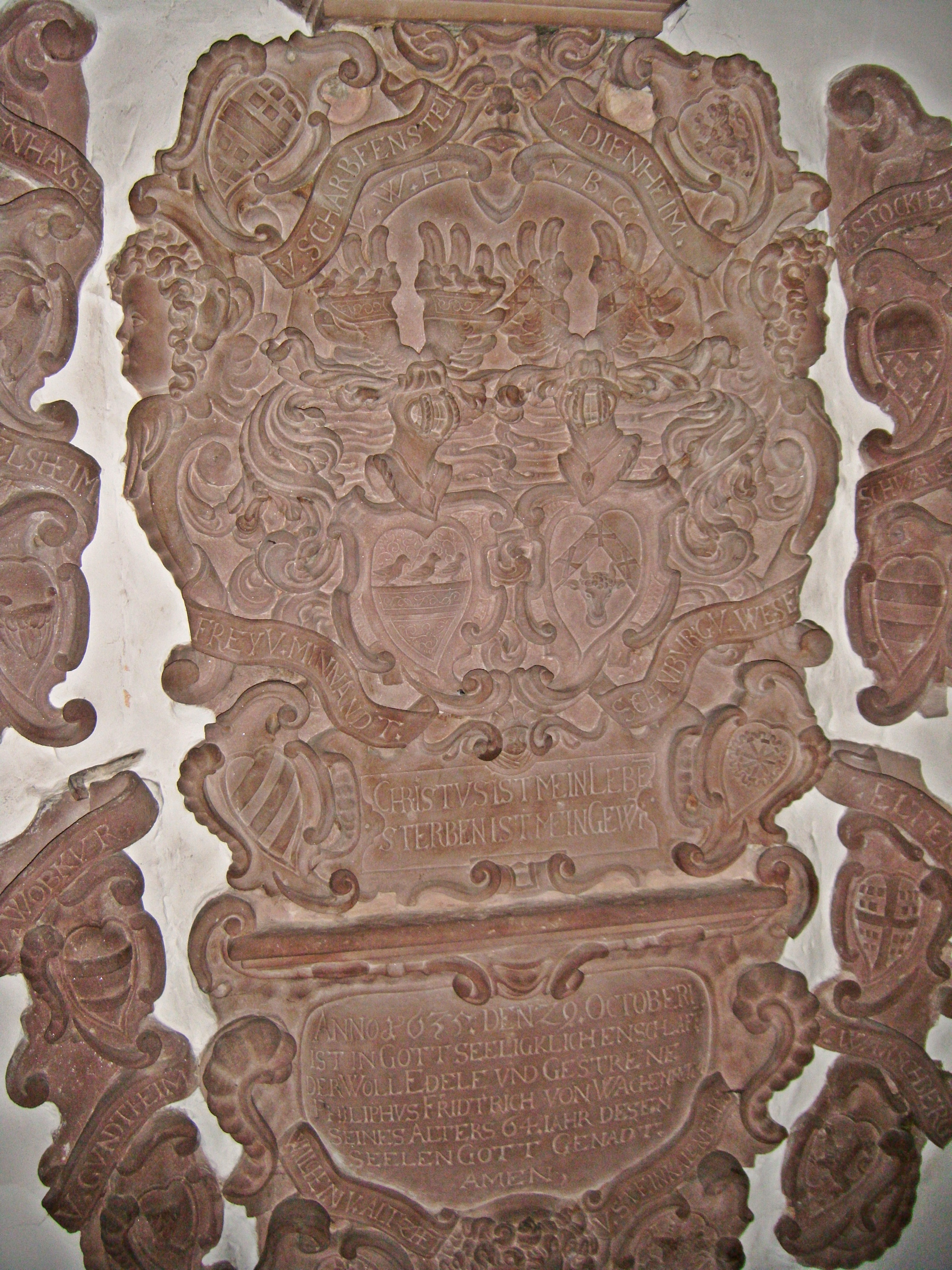
Wappen-Epitaph des Ritters Philipp Friedrich von Wachenheim († 1635), Mittelteil

Die Kirche betritt man über einen Vorraum, den das Erdgeschoss des Turmes bildet. Er hat südlich eine gotische Spitzbogenpforte zur Straße hin und ein weiteres, inneres Spitzbogenportal im Osten, als Zugang zum Langhaus. Dieser Vorraum ist mit einem kleinen Altar versehen, auf dem eine Pietà aus der Zeit um 1900 steht. Links der Eingangstür befindet sich innen ein Weihwasserbecken mit der Jahreszahl 1688.
Das Langhaus, als ältester Teil des Gotteshauses stammt vermutlich größtenteils aus dem 13. Jahrhundert. Links neben dem Zugang vom Turm her befindet sich eine überlebensgroße barocke Holzfigur des Kirchenpatrons St. Nikolaus. Den modernen Kreuzweg schnitzte Walter Markert aus Battenberg 1994, in Kiefernholz.
An der inneren nördlichen Langhauswand ist das Sandstein-Wappenepitaph des Nikolaus Safoy († 1633), königlich spanischer Hauptmann und kaiserlicher Amtmann in Dirmstein eingelassen. In dem südlichen Langhausvorbau sitzt des noch aufwändigere Wappen-Epitaph des Adeligen Philipp Friedrich von Wachenheim († 1635). Beide sind von hoher künstlerischer Qualität.

### Chor und Figurenschmuck

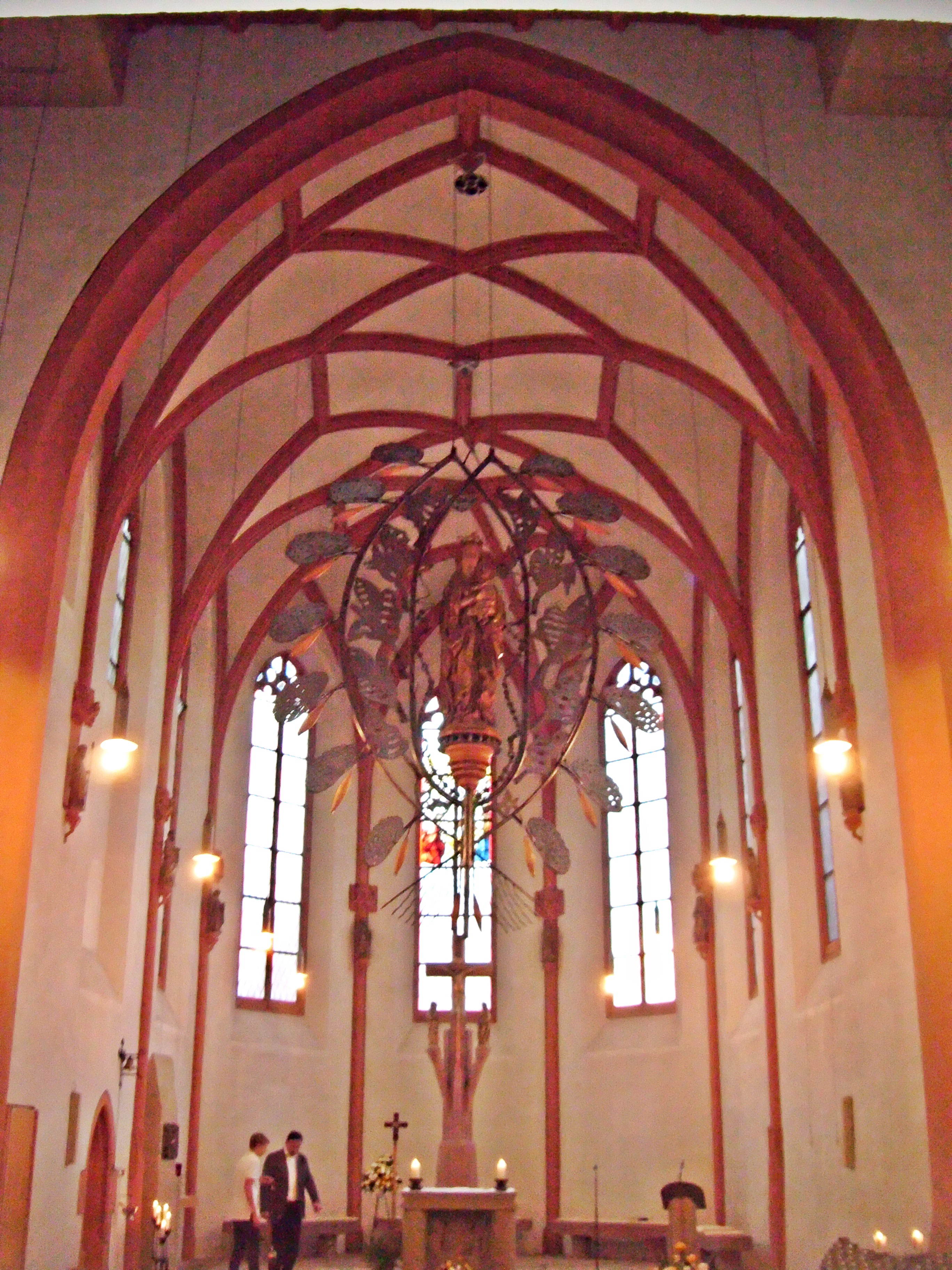
Chor, Innenaufnahme

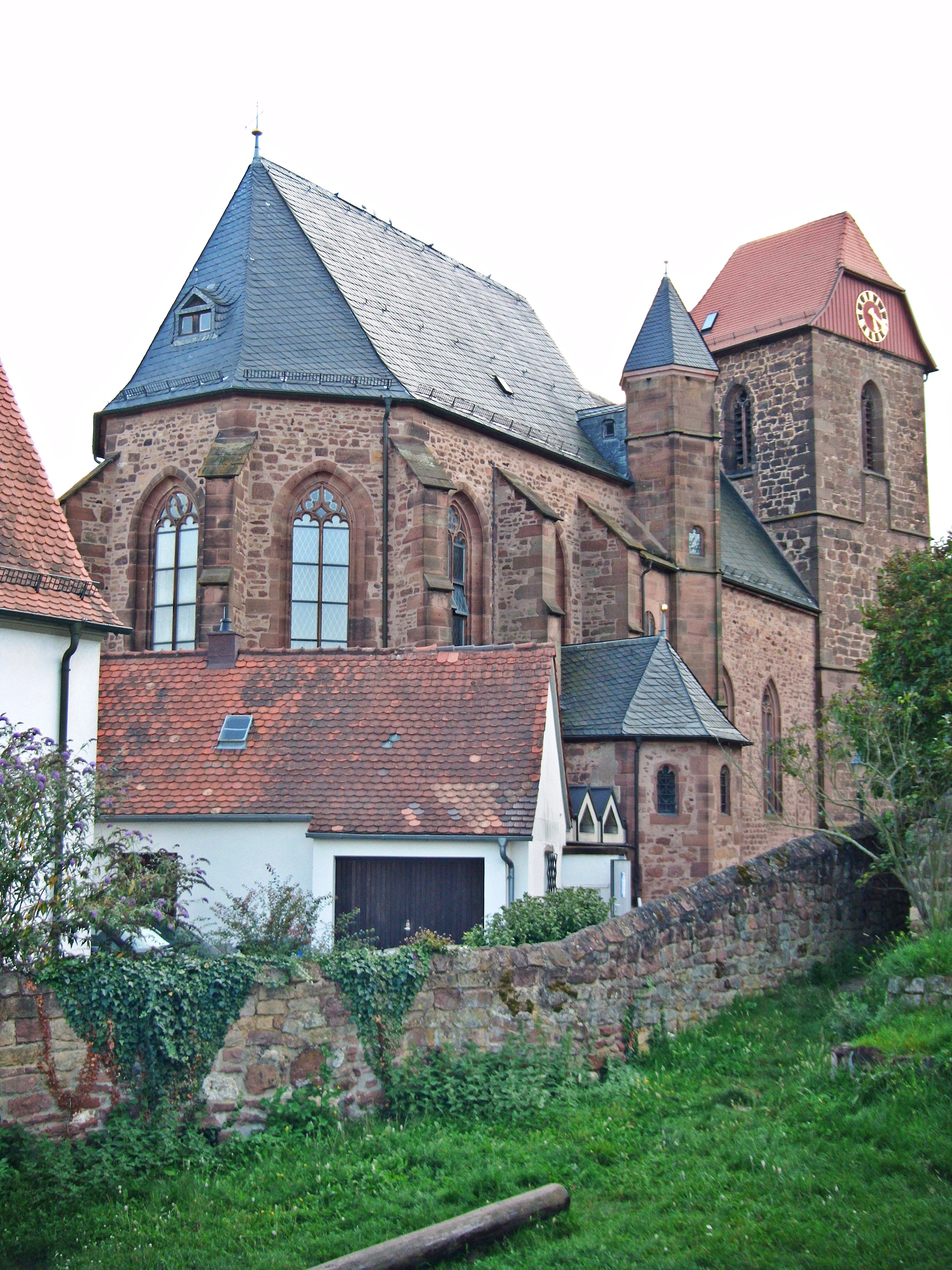
Außenaufnahme von Osten

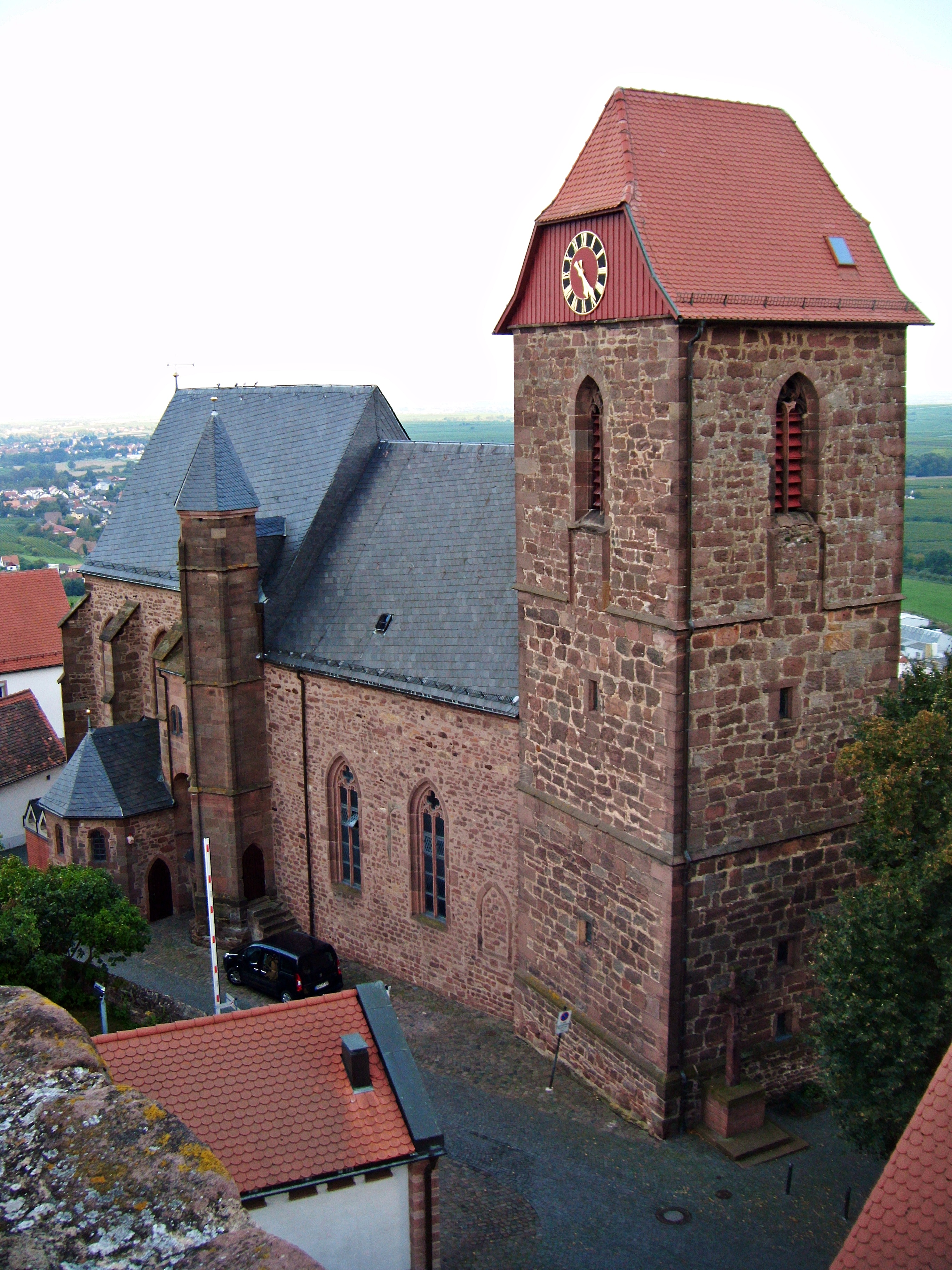
Die Kirche vom Burgturm aus. Links der Treppenturm und die Sakristei. Dazwischen das hochliegende Grafenoratorium

An das niedrige Langhaus schließt sich ein 12 Meter hochragender spätgotischer Chor an. Der Chor umfasst drei Joche und bietet einen dreiteiligen Abschluss. Strebewerk stützt die Wände im Chorteil. Das spätgotische Netzgewölbe aus doppelt gekehlten Rippen erwächst unmittelbar den Wanddiensten. An den Kreuzungen der Rippen finden sich Wappenschilde. Das mittlere Wappen mit den drei weißen Adlern ist das der Leiningen.
Die Wanddienste sind unterbrochen durch Konsolen und Baldachine zur Integration von Figurenschmuck. Acht Apostel sind als Holzskulpturen im Chor, vier im Langhaus aufgestellt. Zehn der Skulpturen stammen aus der zweiten Hälfte des 15. Jahrhunderts, zwei (Andreas und Jakobus der Ältere) aus der Zeit um 1900. Die Aufstellung ist links vom Eingang beginnend:
1. Jakobus der Ältere
2. Judas Thaddäus
3. Thomas
4. Matthäus
5. Johannes
6. Petrus
7. Bartholomäus
8. Philippus
9. Paulus
10. Simon
11. Jakobus der Jüngere
12. Andreas

Links und rechts der Empore befinden sich Holzskulpturen der Heiligen Stephanus und Laurentius aus der Zeit um 1500.
Die Muttergottesstatue aus Lindenholz, das Gnadenbild Unserer Lieben Frau, stammt aus der Spätgotik. Das Gesicht der Statue wurde im 19. Jahrhundert überarbeitet, die Krone erneuert. Die Statue der Maria hängt frei kurz vor dem Triumphbogen und ist mit einer neuzeitlichen Mandorla umgeben.
Anlässlich der Renovierung des Chors in den Jahren 2000 und 2001 wurde dieser neu ausgestattet. Der Kölner Professor Karl Burgeff schuf in hellem Sandstein Altar, Sakramentshäuschen und Ambo. Die Reliefs nehmen Bezug auf die Liturgie.
Die unter dem Chor liegende Gruft wurde teilweise zerstört und dann zugeschüttet. Seit 1965 ist die Gruft wieder teilweise zugänglich.
An die Nordseite des Chors angebaut wurde eine fünfseitige Sakristei. Daneben wurde ein sechseckiger Treppenturm errichtet mit der zum Oratorium führt, das in sieben Meter Höhe vorgebaut wurde.

### Kirchturm
Der kräftige Kirchturm befindet sich westlich des Langhauses und steht etwas schräg zur Bauachse der Kirche. Der Turm trägt ein Krüppelwalmdach. Auf die drei Geschosse des Turms weisen Blendbogenfriese hin.

### Sandsteinkreuz
Außerhalb der Kirche, an der Westseite des Turms, befindet sich ein Sandsteinkruzifix aus dem Barock, das 1711 errichtet wurde.

## Wallfahrt
Die Kirche mit der Muttergottesstatue ist jährlich Ziel von Wallfahrten um das Fest Mariä Geburt (8. September).

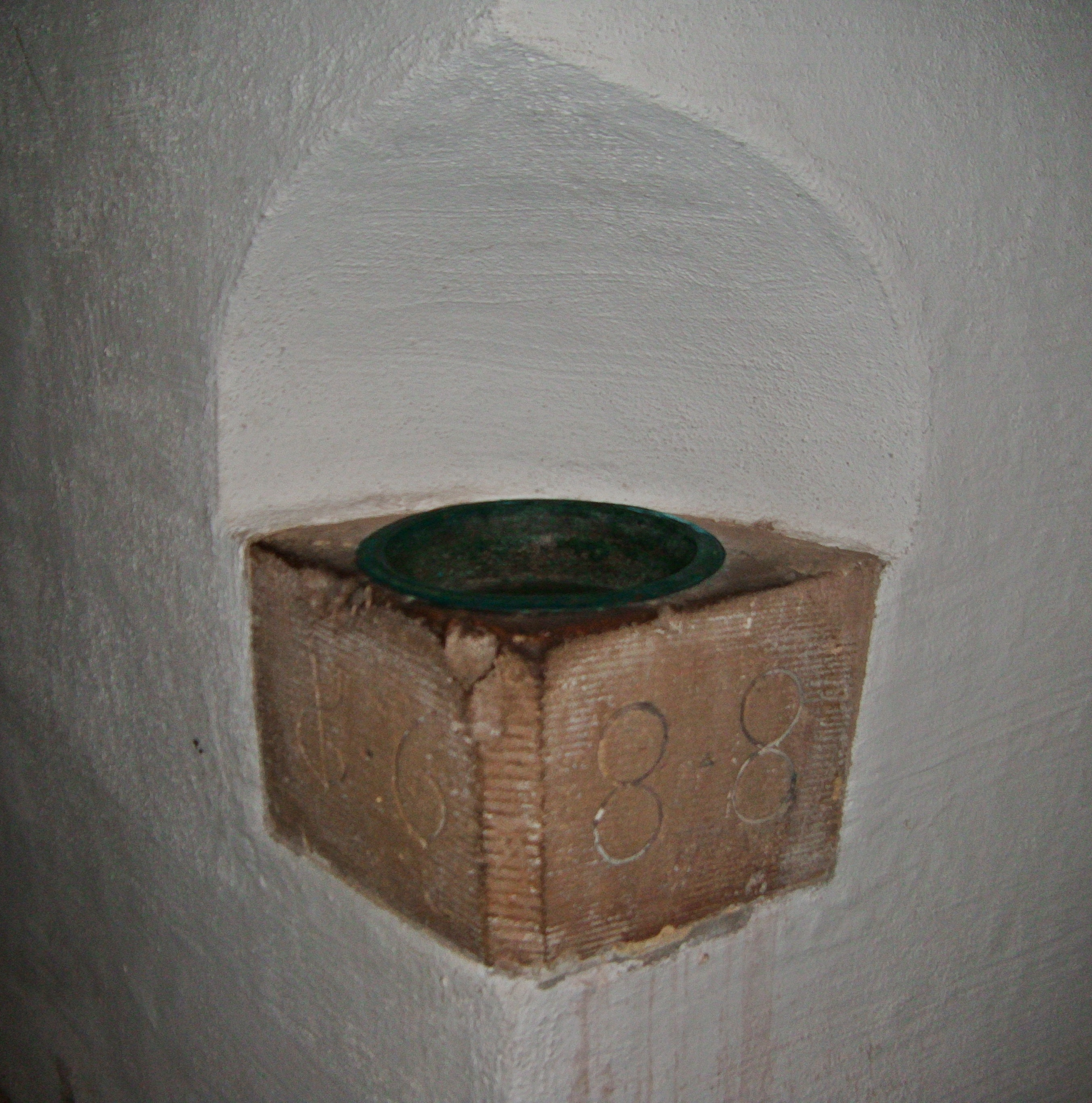
Weihwasserbecken, datiert 1688, im Vorraum
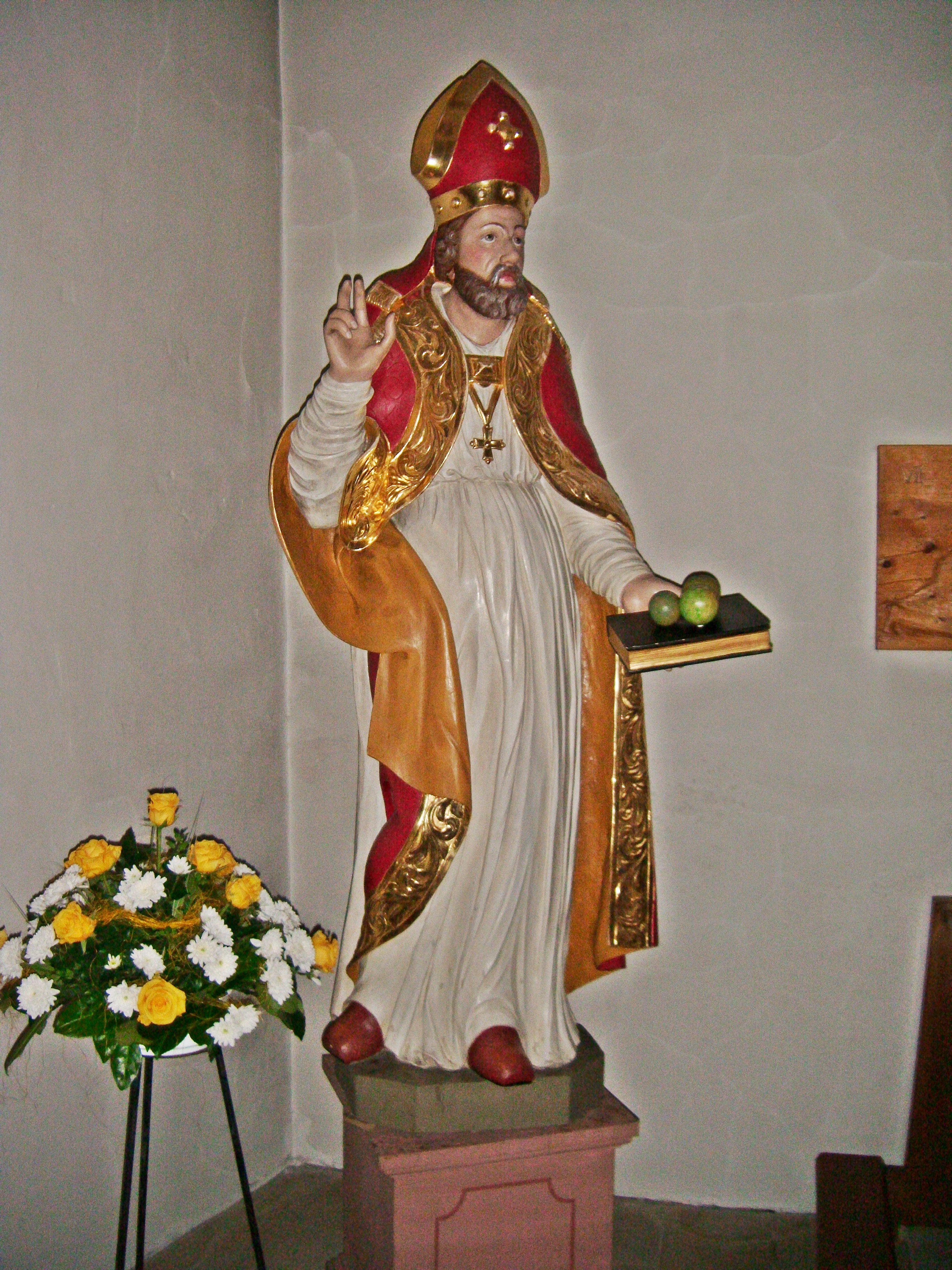
Barockfigur des Hl. Nikolaus
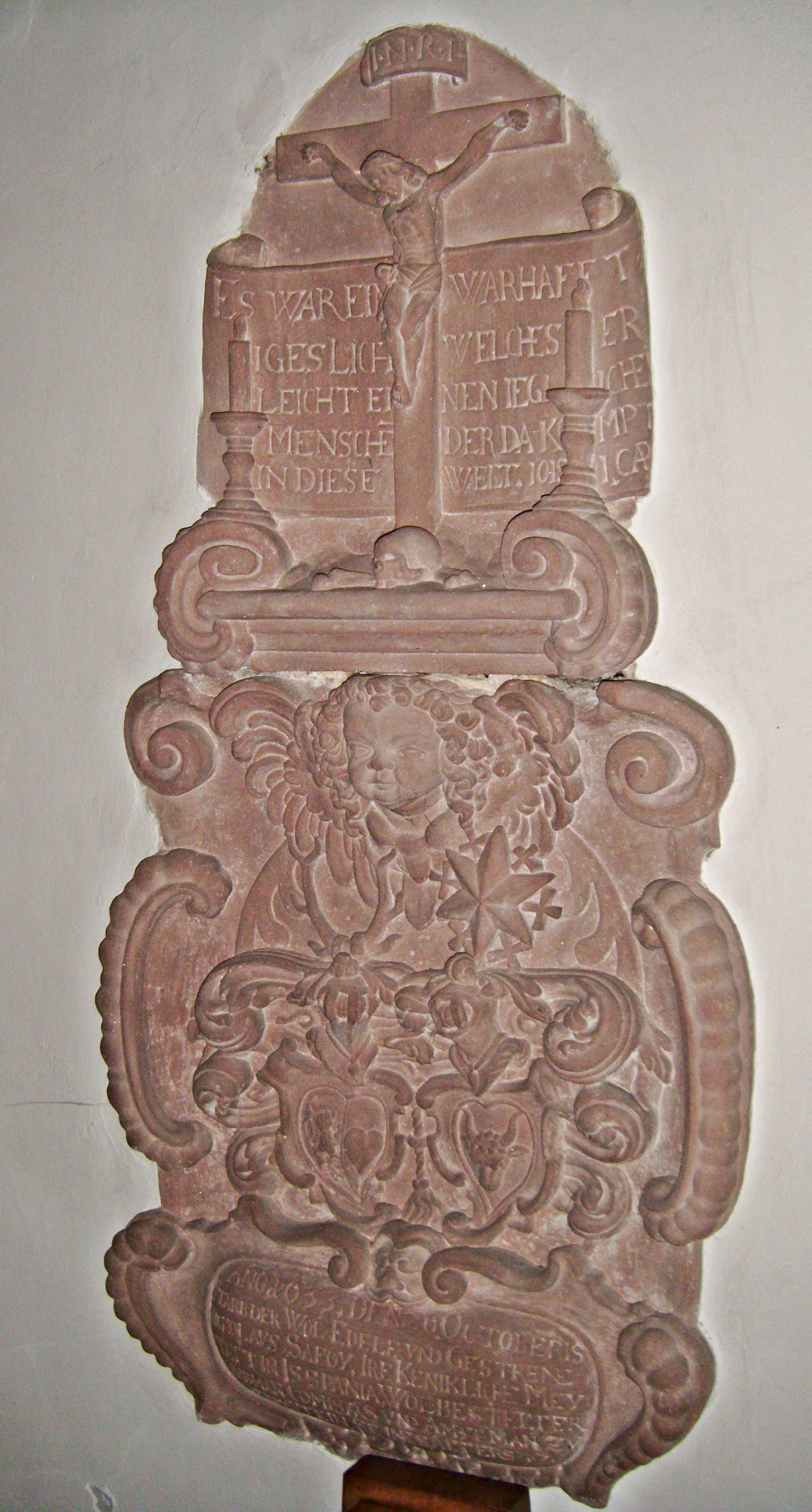
Epitaph des Nikolaus Safoy, kaiserlicher Amtmann zu Dirmstein († 1633)
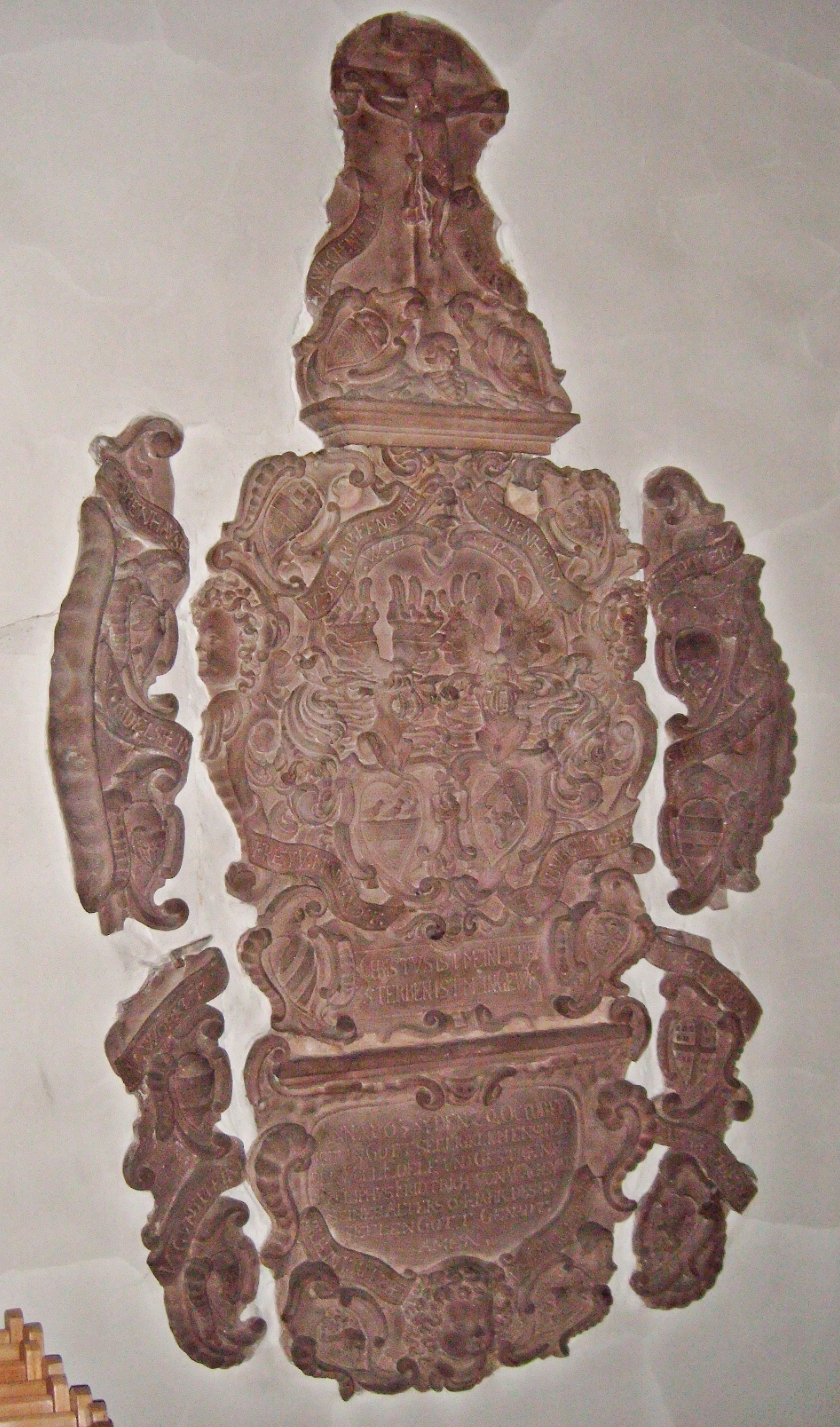
Epitaph des Ritters Philipp Friedrich von Wachenheim († 1635)
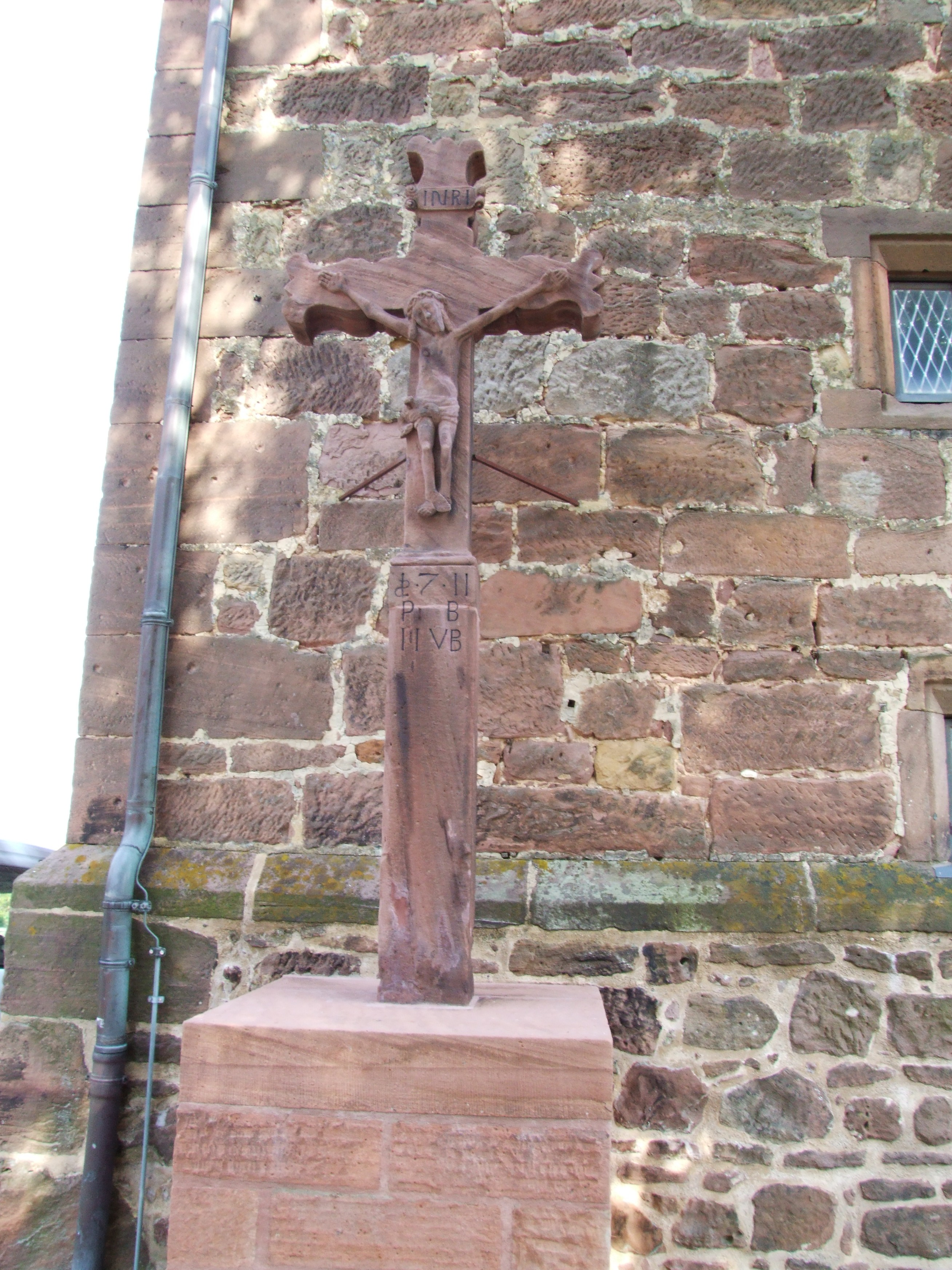
Barockes Sandsteinkreuz an der Turmwestseite
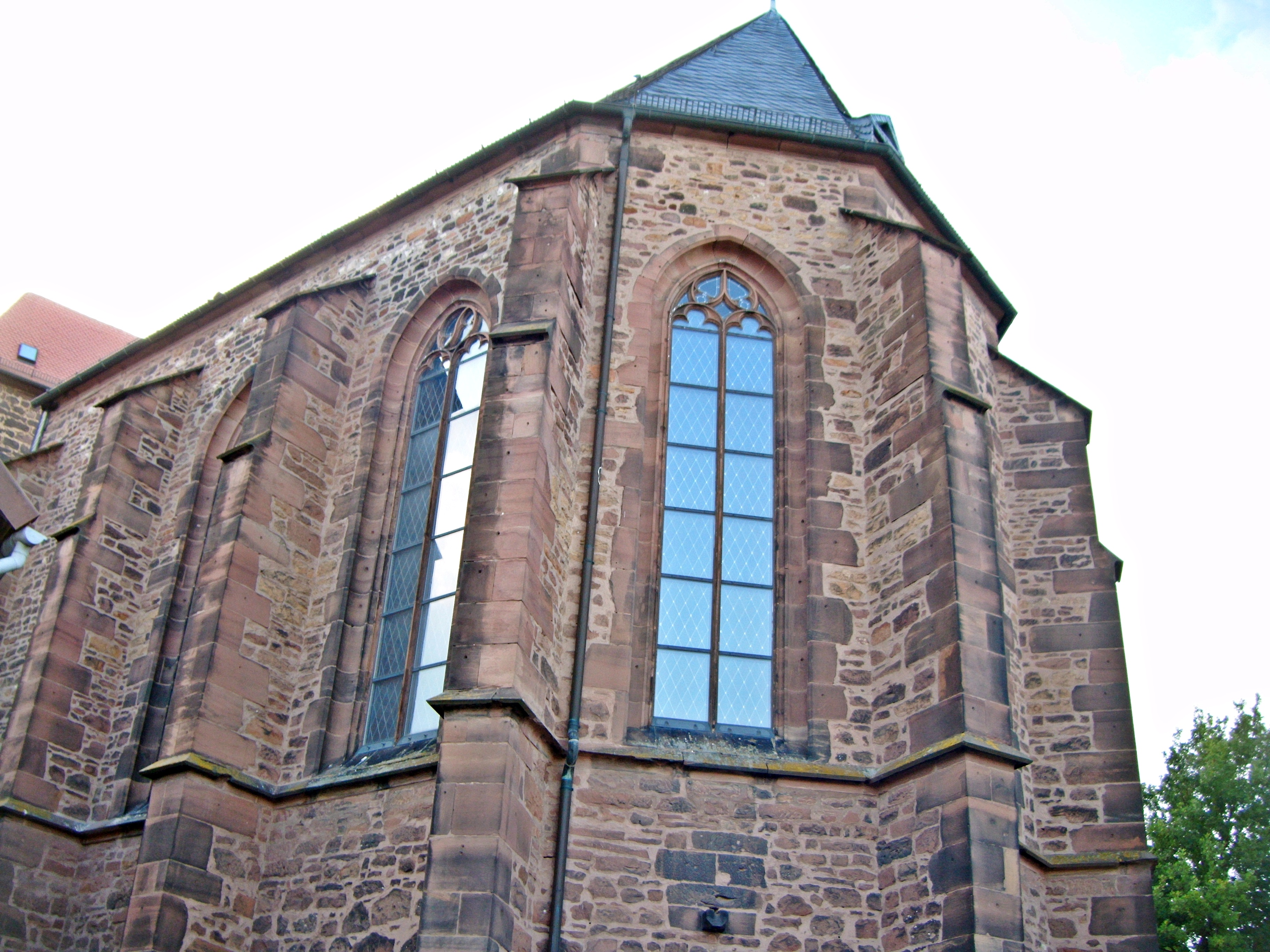
Chor von außen
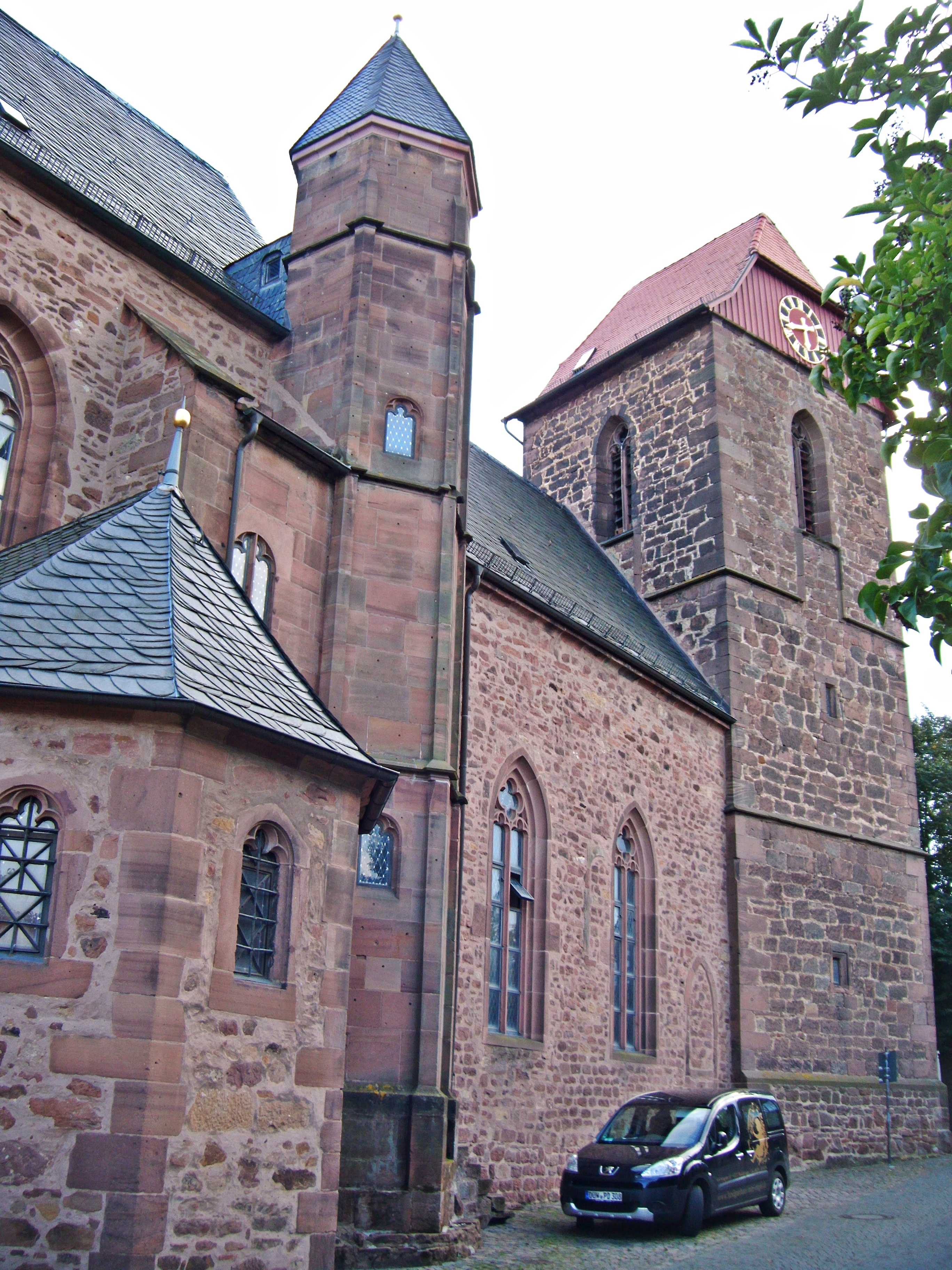
Kirche von Nordosten; zwischen Sakristei und Treppenturm ist das Grafenoratorium sichtbar
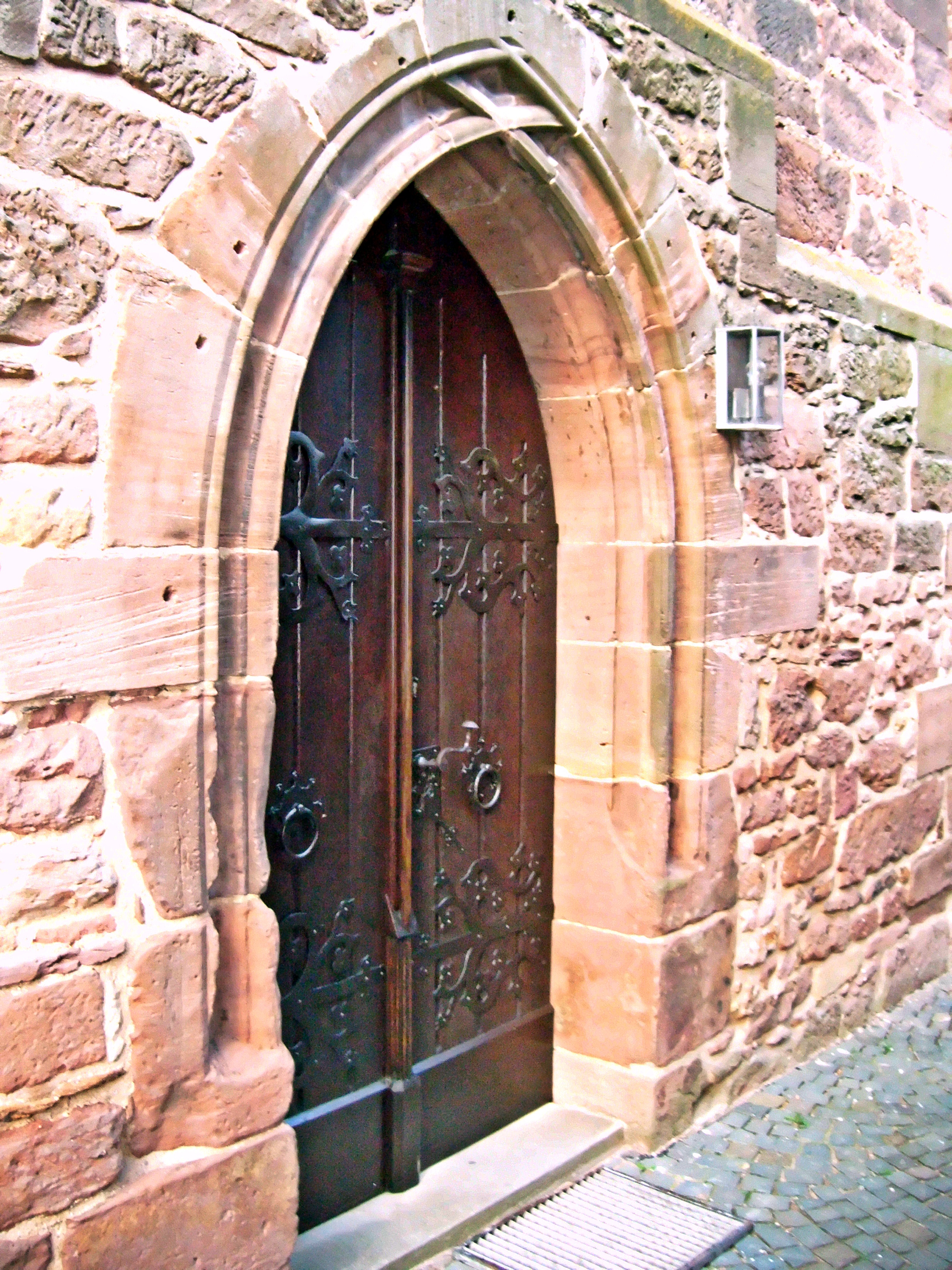
Gotisches Hauptportal (Turmuntergeschoss, Südseite)